# Przednia Kopa Sołtysia
Die Przednia Kopa Sołtysia ist ein Berg in der polnischen Hohen Tatra in dem Massiv Kopy Sołtysie in der Woiwodschaft Kleinpolen, dem Landkreis Powiat Tatrzański und der Gemeinde Poronin mit einer Maximalhöhe von 1420 m n.p.m.

## Lage und Umgebung
Der Gipfel wird von dem Gipfel Średnia Kopa Sołtysia durch den Bergpass Przednia Przełęcz Sołtysia getrennt.

## Etymologie
Der Name Przednia Kopa Sołtysia lässt sich als Hinterer Schultheißhügel übersetzen.

## Tourismus
Die Przednia Kopa Sołtysia ist für Wanderer nicht zugänglich. Auf die Gipfel führt kein Wanderweg.

## Belege
- Zofia Radwańska-Paryska, Witold Henryk Paryski, Wielka encyklopedia tatrzańska, Poronin, Wyd. Górskie, 2004, ISBN 83-7104-009-1.
- Tatry Wysokie słowackie i polskie. Mapa turystyczna 1:25.000, Warszawa, 2005/06, Polkart ISBN 83-87873-26-8.